# Cimetière national de Dallas-Fort Worth
Le cimetière national de Dallas-Fort Worth est un cimetière national des États-Unis situé dans la ville de Dallas, du comté de Dallas, au Texas (États-Unis). Administré par le département des États-Unis des affaires des anciens combattants, il s'étend sur 638,4 acres (258,4 ha), et en 2014,contenait plus de 41 000 inhumations.

## Histoire
Le cimetière national de Dallas-Fort Worth a été créé en 2000 sur la rive orientale du Mountain Creek Lake au nord de l'université baptiste de Dallas. C'est le sixième cimetière national créé au Texas et il a été créé pour répondre aux besoins futurs des anciens combattants Américains, dont près de 1,5 million d'entre eux vivent au Texas. Actuellement, il dispose d'un espace pour plus de 280 000 inhumations. Déjà, il  sert de lieu de repos pour plusieurs soldats qui sont morts lors de la guerre en Irak et la guerre en Afghanistan (2001–présent).

## Inhumations notables
- Récipiendaires de la médaille d'honneur
  - Candelario Garcia (1944-2013), pour son action lors de la guerre du Viêt Nam
  - James L. Stone (1922-2012), pour son action lors de la guerre de Corée
- Autres
  - Bill G. Chapman (1928-2007), officier de l'USAF et avocat pour les aveugles.
  - Earl Lunsford (1933-2008), joueur de football professionnel et membre dirigeant
  - Glenn McDuffie (1927-2014), marin de la marine des États-Unis, connu pour être l'objet de la photographie du V-J Day in Times Square
  - Pat Summerall (1930-2013), joueur de football Américain et commentateur sportif à la télévision
  - CSM Jason Runnels (1970-2016), soldat de U.S Army, récompensé par 3 étoiles de bronze et la légion du mérite.
  - Patrick Zamarripa (1983-2016), marin de la marine des États-Unis et officier de la police de Dallas tué dans l'exercice de leurs fonctions lors de la fusillade de 2016 contre des agents de la police de Dallas
  - Mark T. Nix (1973 - 2007) HM2 (Corpsman Marine, vétéran de tempête du désert), officier de police de Dallas tué dans l'exercice de ses fonctions à la suite d'une poursuite d'un véhicule [1]
  - Earl Sterling Scott (1946-2016), ranger de l'US Army, récompensé par 2 étoiles de bronze, 3 Purple Hearts, 2 citations présidentielles.